# 12 Rounds
12 Rounds là một ban nhạc rock của Anh được thành lập bởi Atticus Ross và ca sĩ Claudia Sarne, những người đã kết hôn. Sau khi phát hành album đầu tiên của họ, mang tên Jitter Juice, họ đã có chuyến lưu diễn với Sneaker Pimps. 12 Rounds phát hành Lễ hội đọc sách năm 1996. Bài hát "Something's Burning" của họ được thể hiện trong nhạc nền của bộ phim All Over Me năm 1997 và "Just Another Day", là sự hợp tác của họ với Pale 3, được thể hiện trong nhạc nền của bộ phim năm 2000 The Princess and the Warrior. Nhóm đã phát hành một vài dự án dưới nhiều hãng thu âm khác nhau trước khi phát hành My Big Hero dưới hãng đĩa Nothing Records của Trent Reznor. Họ là người mở màn cho tour diễn quảng cáo Mechanical Animals của Marilyn Manson kéo dài từ tháng 9 đến tháng 12 năm 1998. Một album tiếp theo đã được thu âm với Reznor là nhà sản xuất; nó vẫn chưa được phát hành Ross dù sao cũng đã làm việc với Reznor trên mỗi album Nine Inch Nails kể từ With Teeth cũng như các dự án khác.
12 Rounds lấy lại quyền đối với các bài hát trong album thứ ba chưa phát hành và dự định phát hành đĩa đơn trên trang web chính thức của họ. Bài hát đầu tiên được phát hành có tựa đề "Shine On."

## Danh sách đĩa hát

### EP
- 1996: Personally (Polydor)

### Album
- 1996: Jitter Juice (Polydor)
- 1998: My Big Hero (Nothing / Interscope)